# Freetown (Massachusetts)
Freetown és una població dels Estats Units a l'estat de Massachusetts. Segons el cens del 2000 tenia 8.472 habitants.

## Demografia
Segons el cens del 2000, Freetown tenia 8.472 habitants, 2.932 habitatges, i 2.389 famílies. La densitat de població era de 89,3 habitants/km².
Dels 2.932 habitatges en un 36,9% hi vivien nens de menys de 18 anys, en un 70,3% hi vivien parelles casades, en un 8% dones solteres, i en un 18,5% no eren unitats familiars. En el 14,1% dels habitatges hi vivien persones soles el 5,2% de les quals corresponia a persones de 65 anys o més que vivien soles. El nombre mitjà de persones vivint en cada habitatge era de 2,85 i el nombre mitjà de persones que vivien en cada família era de 3,14.
Per edats la població es repartia de la següent manera: un 24,6% tenia menys de 18 anys, un 7,6% entre 18 i 24, un 30,2% entre 25 i 44, un 28,6% de 45 a 60 i un 9,1% 65 anys o més.
L'edat mediana era de 38 anys. Per cada 100 dones de 18 o més anys hi havia 97,3 homes.
La renda mediana per habitatge era de 64.576 $ i la renda mediana per família de 69.368,00$. Els homes tenien una renda mediana de 44.639,00 $ mentre que les dones 30.041$. La renda per capita de la població era de 24.237$. Entorn del 2,7% de les famílies i el 5% de la població estaven per davall del llindar de pobresa.